# Інтерфейс
Інтерфе́йс (англ. interface):
1. Сукупність засобів і правил, що забезпечують взаємодію комп'ютерів, периферійних пристроїв, пристроїв вводу/виводу та/або комп'ютерних програм.
2. Сукупність описів і узгоджень щодо процедури передачі керування в підпрограму та повернення до вихідної програми.

Інтерфейс (від англ. interface — поверхня розділу, перегородка) — сукупність засобів, методів і правил взаємодії (керування, контролю, тощо) між елементами системи.
Цей термін використовують у багатьох галузях науки й техніки. Його значення належить до будь-якої сполуки взаємозалежних сутностей (як природничих, так апаратних і людино-машинних). Під інтерфейсом розуміють не тільки пристрої, але й правила (протокол) взаємодії цих пристроїв.

## Приклади
- віжки — головний елемент інтерфейсу між конем і кучером, або ж, — інтерфейс системи «кінь-кучер»;
- кермо, педалі газу й гальма, ручка КПП — інтерфейс (кермування) автомобіля або ж інтерфейс системи «водій-автомобіль»;
- електричні вилка й розетка — є інтерфейсом енергопостачання більшості побутових приладів;
- елементи електронного апарату (радіо, годинника та інше) — дисплей, набір кнопок і перемикачів для налаштування, також правила керування ними — інтерфейс системи «людина-машина»;
- клавіатура й миша — елементи інтерфейсу в системі «користувач-комп'ютер» (власне, клавіатура та миша й собі мають власні інтерфейси сполучення з комп'ютером).

## Контекст реалізації
Залежно від контексту, поняття застосовне як до окремого елементу (інтерфейс елементу), так і до зв'язка елементів (інтерфейс сполучення елементів).
У контексті окремого елемента інтерфейс елемента протилежний до реалізації елементу (внутрішнього устрою та функціювання). Користувачеві елемента немає потреби знати, як впроваджено уживаний елемент, щоби керувати ним, але використовуваний елемент має надати інтерфейс керування. Наприклад, водієві зовсім не обов'язково знати, як влаштовано двигун, щоби керувати автомобілем — досить користуватися інтерфейсом автомобіля (кермом і педалями).

## Інтерфейси у комп'ютерній техніці
Інтерфейси є основою взаємодії в сучасних інформаційних системах. Якщо інтерфейс якого-небудь об'єкту (комп'ютера, програми, функції) не змінюється (стабільний, стандартизований), це дає можливість модифікувати сам об'єкт, не перероблюючи його принципи взаємодії з іншими об'єктами. Це дозволяє масштабувати інтерфейс, створювати інші пристрої чи функції, які будуть використовувати такий спосіб взаємодії.

### Рівні взаємодій
В обчислювальній або інформаційній системі взаємодія може здійснюватися на користувацькому, програмному й апаратному рівнях. Відповідно до цього інтерфейси можуть існувати як:
- Спосіб взаємодії фізичних пристроїв (з'єднання кабелів, мікросхем)
- Спосіб взаємодії віртуальних пристроїв (елементи власне інтерфейсу програми: кнопки, меню, випадні списки)
- Спосіб взаємодії людина-машина (окремі периферійні пристрої, наприклад миша, клавіатура чи провідна рукавичка)

### Шини інтерфейсу
Можна виділити 4 шини інтерфейсу:
- інтерфейс основний (оперативної пам'яті та процесора);
- інтерфейс «процесор-канал»;
- інтерфейс «введення-виведення» (інтерфейс периферійних пристроїв, що забезпечує приєднання додаткових пристроїв);
- інтерфейс периферійних апаратів (малий інтерфейс, наприклад, клавіші клавіатури)[1].

Найбільш швидкодіючими є інтерфейс «процесор-канал». З нього інформація передається словами і словами подвійної довжини (4-8 байт).

## Інтерфейс у бізнес-симуляціях
Інтерфейс у бізнес-симуляціях надає змогу користувачеві легко та швидко ухвалювати рішення щодо свого віртуального підприємства. Така легкість керування досягається за допомогою сполуки багатьох зрозумілих вкладок та кнопок.
Як і інтерфейс в обчислювальній техніці, у бізнес-симуляціях основною метою інтерфейсу є взаємодія між користувачем та програмою. Проте, в бізнес-симуляціях інтерфейс можливий лише як спосіб взаємодії віртуальних пристроїв.

## Інтерфейс в нейроанатомії
В сучасній нейронауці часто запозичуються терміни з електроніки й цифрових технологій. Роль деяких мозкових структур останнім часом порівнюється з інтерфейсом. Прикладом є нюховий горбок — ділянка, яка регулює поведінку під час деяких фізіологічних і психічних станів і вважається «інтерфейсом між нюховими центрами й структурами, які визначають поведінку».